# Elisabet Juliana Banér
Elisabet Juliana Banér, död 1640 vid Saalfeld, var en tysk adelsdam, gift 25 juli 1636 med fältherren Johan Banér. Hon spelade en viss roll inom den svenska hären under trettioåriga kriget, då hon ansågs haft inflytande på Banér och var omtyckt av armén för sina insatser.  
Dotter till greve Georg av Erpach och Maria af Barby. Först gift med en greve Löwenstein. Som änka vårdade hon Banérs första fru, Katarina Elisabet von Pfuel, (förutvarande tysk hovdam till Maria Eleonora av Brandenburg) vid hennes dödsbädd. Pfuel ska vid sin dödsbädd ha bett dem gifta sig med varandra, vilket de också gjorde samma år. Hon var även vårdnadshavare för den föräldralösa Anna Margareta von Haugwitz.     
Hon har fått omdömet "utmärkt genom förstånd, mildhet och duglighet. Hon var Baners goda engel, och ledde honom så mycket som möjligt till skonsamhet och lugn. Hären vördade henne som en moder". 
Hon avled i feber under svältkriget vid Saalfeld. Maken eskorterade sin avlidna hustru till Erfurt och återkom inte till armén förrän den 12 juni. Banér ska ha övervägt att sluta som fältherre vid hennes död, men övertalades med svårighet att stanna. Hennes lik fördes med stor prakt till Sverige och bisattes i Banérs gravkor.